# Der Blitzreiter
Der Blitzreiter ist ein US-amerikanischer Stummfilmwestern aus dem Jahr 1927 von Lambert Hillyer mit Buck Jones in der Hauptrolle. Das Drehbuch basiert auf dem Roman Brass Commandments von Charles Alden Seltzer.

## Handlung
Der Rancher Steve Lannon kehrt nach Hause zurück, als er erfährt, dass eine Bande von Viehdieben seine Pferde gestohlen hat, darunter sein Lieblingspferd Eagle. Er spürt die Viehdiebe unter der Führung des berüchtigten Campan auf und rettet Glory Jackson vor den Schurken, gewinnt so ihre Liebe und bringt die Bande vor Gericht.

## Hintergrund
Die Dreharbeiten endeten laut einer Pressemeldung vom 31. Juli 1927 in den Fox-Studios in Hollywood.
Fox produzierte schon 1923 eine frühere Adaption von Charles Alden Seltzers Roman. Der Film mit dem Titel Brass Commandments wurde von Lynn F. Reynolds inszeniert.
Da keine Kopien der sechs Filmrollen existieren, gilt der Film als verschollen.

## Veröffentlichung
Die Premiere des Films fand am 14. August 1927 statt. 1928 kam er in Österreich in die Kinos.